# Flintholm Station
Flintholm Station er en S-togs- og metrostation på Frederiksberg.
Stationen ligger på Ringbanen, Frederikssundbanen og metrostrækningen til Vanløse og er den anden station med det navn. Stationen blev indviet 24. januar 2004 og er Danmarks 15. mest benyttede, og den 6. mest benyttede metrostation.
Perronerne for Ringbanen ligger i terrænniveau, mens perronerne for Frederikssundbanen og metroen ligger på tværgående broer. Det hele er samlet under et 5.000 m² stort glastag, der hænger i 22 meters højde.
Stationen er tegnet af KHR Architecture og har modtaget flere priser: Den danske stålpris fra Dansk Stålinstitut, diplom fra The Brunel Awards, en skønhedspris fra Foreningen til Hovedstadens Forskønnelse og en stålpris fra European Steel Design Awards.

## Den første Flintholm Station
Den første Flintholm Station var en forgrenings- og godsstation på Frederikssundbanen og på Godsringbanen. Fra 1896 lå et sidespor til Frederiksberg Gasværk på stedet. Stationen blev åbnet, da banen til Vigerslev Station blev taget i brug i 23. oktober 1929 for tog til Vestbanen og 15. maj 1930 blev resten af stationen taget i brug sammen med resten af Godsringbanen.
Den nordlige forgrening, som i køreplanerne blev angivet som Grøndal Station indtil 1979, lå imellem de nuværende Flintholm og Grøndal Station. Forbindelsen til Vanløse Station kom ved S-togets åbning. Den sydlige forgrening kaldes Damhus indtil 1979, hvor en ny linjeblok til Vigerslev Station blev taget i brug og de sidste armsignaler på stationen blev ændret til dagslyssignler og hele stationen blev fra det tidspunkt betegnet som Flintholm. Fra Damhus blev påbegyndt en forbindelse til Vanløse Station. Her blev der opført en bro over Grøndal Parkvej, som aldrig blev taget i brug og den blev nedrevet igen omkring 1950.
Efter Frederiksberg Station blev nedlagt som godsstation, blev den dobbeltsporede forbindelse fra Frederiksberg til Godsringbanen mod nord nedlagt i 1996 og den sydlige enkeltsporede forbindelse blev lukket i 1998 og stationen blev fri bane imellem Solbjerg Station og Vanløse. Efter en periode, hvor S-tog kørte forbi den betjente kommandopost, der lå hvor sporene fra nord, syd og vest mødes mod Frederiksberg, blev den nordlige forgrening lagt under Vanløse station i den 1. november 1999. Forbindelsen til Vanløse fra ringbanen blev lukket i 2001, da den nuværende Flintholm Station skulle anlægges.

## Busterminal
Busterminalen består af tre stoppesteder:
- 142 mod Skovlunde st.
- 10 mod Brønshøj Torv; 19 mod Glostrup st.; 26 mod Bellahøj, Borups Allé; 21 mod Hellerup st.
- 10 mod Rådhuspladsen; 19 mod Valbyparken; 26 mod Skuespilhuset; 21 mod Rødovre st.

## Galleri
- Wikimedia Commons har flere filer relateret til Flintholm Station

- Busterminalen.
- Perron for S-togene på Frederikssundsbanen.
- Perron for S-togene på Ringbanen.
- S-tog på Ringbanen til Ny Ellebjerg.
- Metrotog til Vestamager.
- Kig fra metroens perron til Frederikssundsbanen.
- Et veterandamptog passerer S-togs-perronen.

## Antal rejsende
Ifølge Østtællingen 2008 var udviklingen i antallet af dagligt afrejsende:
| År   | Antal |
| ---- | ----- |
| 2002 | 812   |
| 2003 | 889   |
| 2004 | 3.565 |
| 2005 | 4.880 |
| 2006 | 4.263 |
| 2007 | 5.575 |
| 2008 | 5.962 |

Ifølge Ørestadsselskabet var udviklingen i antallet af dagligt afrejsende:
| År         | Antal |
| ---------- | ----- |
| 11.12.2002 | -     |
| 02.04.2004 | 3.595 |
| 15.04.2005 | 4.707 |